# Flistersjöskogen
Flistersjöskogen är ett naturreservat i Ånge kommun i Västernorrlands län.
Området är naturskyddat sedan 2013 och är 153 hektar stort. Reservatet ligger på Rödmyrbergets och Dalsbergets  nordsluttningar ner mot i en brant mot Flistersjön. Reservatet består av äldre tallskog och barrblandskog med inslag av lövträd.